# Giacomo Simoncini
Giacomo Simoncini, né le 30 novembre 1994 à Borgo Maggiore, est un homme politique saint-marinais, membre du Parti socialiste. Il est capitaine-régent, avec Francesco Mussoni, du 1er octobre 2021 au 1er avril 2022.

## Biographie
Diplômé en pharmacie de l'université de Ferrare, il est également professeur de chimie .
Inscrit au Parti socialiste dès l'âge de 18 ans, il est élu député au Grand Conseil général lors des élections du 8 décembre 2019 et siège au groupe Nous pour la République. En septembre 2021, il est élu au poste de capitaine-régent avec Francesco Mussoni. Ils entrent en fonction le 1er octobre suivant pour un semestre. Giacomo Simoncini est le plus jeune chef d'État au monde et le deuxième plus jeune de l'histoire de Saint-Marin. 
En octobre 2023, il est accusé d'« actes indécents » à l'égard d'une employée et démissionne de son mandat de député.